# フェラーリ・F186
フェラーリ・F186 (Ferrari F186) は、スクーデリア・フェラーリが1986年のF1世界選手権用に開発したフォーミュラ1カー。ハーベイ・ポスルスウェイトを中心とするデザインチームが設計し、1986年の開幕戦から最終戦まで実戦投入された。

## 概要
細部を手直しされているが基本構成は前作156/85の発展タイプとなっている。F186のシャーシ開発にはコンピュータ支援設計・製造技術 (CAD/CAM) が導入された。前モデル156/85よりも全高が160 mm低くなり、それまでフェラーリのF1ではむき出しとなっていた頭上のロールバーを高いエンジンカウルで覆い、リアウィングへの整流を行った。ドライビング・ポジションも数cm低くなっており、コクピット内の計器類がデジタルメーターパネルとなった。
V6ターボエンジンは過給機をKKK製からギャレット製に変更（ミケーレ・アルボレートによれば前年途中からギャレット製に変更となっていた）。燃料搭載量が前年までの220リットルから195リットルへとさらに制限を強められたため、燃料タンクはそれに合わせて小型化された。エンジンはこれまでと同じく120度V型6気筒だが、潤滑系に新しくオイル・スカベンジ・システムが採用され、シリンダーブロックとシリンダーヘッドも新設計である。この86年用新エンジンは、フェラーリによるとレース用セッティングで850馬力/11,550 rpmだと発表され、前年型より70馬力パワーアップされた。予選用セッティングでは、1000馬力オーバーで走ることになるとされた。
ギアボックスは、5速ギアとZF製リミテッド・デフを組み込んだフェラーリ自製横置きトランスミッション・ケースが付けられた。
サスペンションは、フロントはプルロッド式が踏襲されたが、トレッドが1 cm広くされ、スプリング・ダンパーユニットはモノコック内に水平マウントされるユニークな構成で設置された。リヤサスペンションは全く新しいジオメトリーとなり、スプリングダンパー・ユニットは垂直に近い角度でマウントされ、ギアボックスに沿って後方へ排気する空気の流れが考慮されている。
1986年シーズンの最高成績はミケーレ・アルボレートがオーストリアGPで獲得した2位。ウィリアムズ・ホンダやマクラーレン・TAGポルシェが展開する優勝争いには加わることができず、1980年以来の年間0勝に終わった。ステファン・ヨハンソンは3位を4度獲得し、アルボレートより上のランキング5位となったがシーズン後にチームを去ることになった。
翌年のF187からスピードライン製マグホイールを使用することが決まったため、F186はフェラーリF1で最後のアルミホイール装着車となった。

## スペック

### シャーシ
- シャーシ名 F186
- 構造 カーボン・ケブラー複合素材 モノコック
- サスペンション前 ダブルウィッシュボーン, プルロッド, インボードスプリング, コニダンパー
- サスペンション後 ダブルウィッシュボーン, プルロッド, インボードスプリング, コニダンパー
- 全長 4,296 mm
- 全幅 2,120 mm
- 全高 920 mm
- ホイールベース 2,766 mm
- 前トレッド 1,807 mm
- 後トレッド 1,663 mm
- 重量 548 kg (含油脂類)
- ギヤボックス 5速横置マニュアル
- タイヤ グッドイヤー

### エンジン
- エンジン名 Tipo032
- 気筒数・角度  V型6気筒ターボ・120度
- 最高出力 850 hp (625 kW) / 11,500 rpm
- 排気量 1,496 cc
- ボア・ストローク 81 x 48.4 mm
- 動弁 DOHC 4バルブ
- 燃料供給 ウェーバー-マレリ インジェクション
- 過給機 ギャレット・エアリサーチ ツインターボ
- 燃料・潤滑油 アジップ

## 成績
| 年   | No. | ドライバー             | 1   | 2   | 3   | 4   | 5   | 6   | 7   | 8   | 9   | 10  | 11  | 12  | 13  | 14  | 15  | 16  | ポイント | ランキング |
| ---- | --- | ---------------------- | --- | --- | --- | --- | --- | --- | --- | --- | --- | --- | --- | --- | --- | --- | --- | --- | -------- | ---------- |
| 1986 |     |                        | BRA | ESP | SMR | MON | BEL | CAN | DET | FRA | GBR | GER | HUN | AUT | ITA | POR | MEX | AUS | 37       | 4位        |
| 1986 | 27  | ミケーレ・アルボレート | Ret | Ret | 10  | Ret | 4   | 8   | 4   | 8   | Ret | Ret | Ret | 2   | Ret | 5   | Ret | Ret | 37       | 4位        |
| 1986 | 28  | ステファン・ヨハンソン | Ret | Ret | 4   | 10  | 3   | Ret | Ret | Ret | Ret | 11  | 4   | 3   | 3   | 6   | 12  | 3   | 37       | 4位        |

- 太字はポールポジション、斜字はファステストラップ (key)
- ドライバーズランキング
  - ミケーレ・アルボレート 9位（14点）
  - ステファン・ヨハンソン 5位（23点）